# Katedra św. Jana w Oban
Katedra świętego Jana (ang. Cathedral Church of St John the Divine) – katedra diecezji Argyll and The Isles Szkockiego Kościoła Episkopalnego. Mieści się w mieście Oban przy George Street.

## Opis obiektu
Kościół powstawał w 3 fazach budowlanych: z 1864 roku, 1882 roku i 1910 roku. Świątynia obecnie składa się z 2 naw bocznych, 5 przęseł od północy do południa, dając przybliżony plan krzyża z zakrystią od północnej strony. Pierwotny kościół i (2 faza) nawa boczna orientowana ze wschodu na zachód od północnej strony (3 faza) późniejszej budowli. Główna kondygnacja znajduje się na poziomie ulicy, od strony George Street. Miejsce opada w dół do poziomu piwnicy w tyle (zachód) budynku. Szara kamieniarka wcześniejszych faz dopasowana do czerwonego piaskowca trzeciej fazy.